# Fuertes de las Victorias
Los Fuertes de las Victorias son un complejo de fortificaciones de la ciudad española de Melilla.

## Descripción

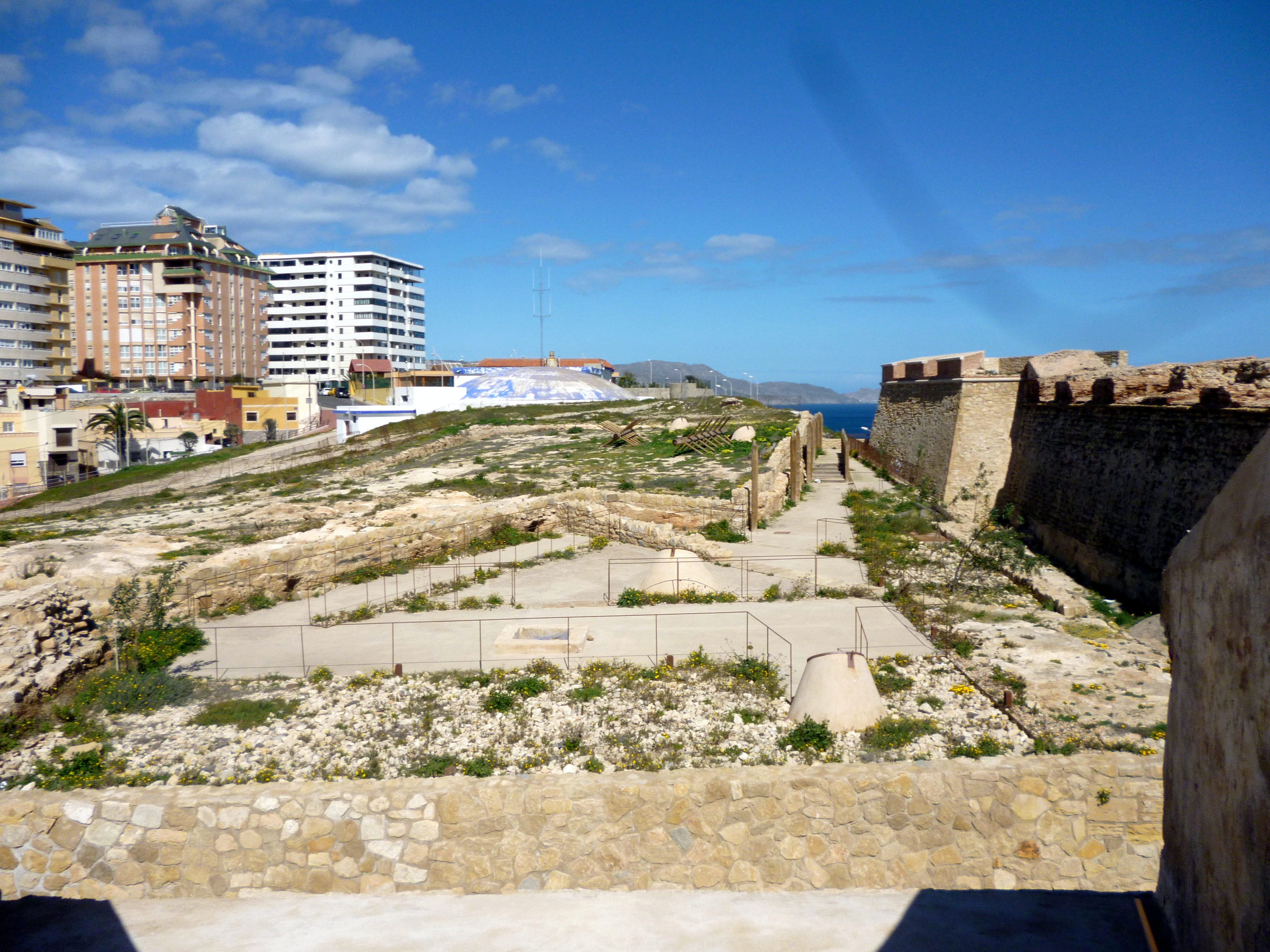
Glacís

Situados en la Avenida Cándido Lobera de Melilla (España, en el Cuarto Recinto Fortificado de Melilla La Vieja, forman parte del Conjunto Histórico Artístico de la Ciudad de Melilla, un Bien de Interés Cultural.
Sus elementos fueron construidos entre 1735 y 1736 para evitar que los atacantes instalaran artillería en la zona del Cubo  y modificados, ampliados y reconstruidos en 1778, después del Sitio de Melilla (1774).
Comenzando por el norte, está formado por el Fuerte del Rosario, el Fuerte de Victoria Grande, detrás del cual se encuentra la Luneta de San Antonio,  el Fuerte de Victoria Chica, con su contraguardia y las minas bajo el conjunto.